# Fregacedos
Fregacedos fue una aldea situada entre los núcleos urbanos de Fuenlabrada y Móstoles (Comunidad de Madrid, España), y que fue despoblada a lo largo del siglo XV. Estaría ubicada en la zona que actualmente ocupa el barrio de Loranca (Fuenlabrada), cercana al arroyo de Fregacedos. 

## Historia
La aldea de Fregacedos aparece mencionada por primera vez en un documento del año 1144, en el que se relata cómo el rey Alfonso VII dona dicha aldea (que denomina Freguezedo) a la catedral de Santa María de Segovia, y por ende a su obispo Pedro de Agén:
«Dono Ecclesiae Beatas Mariae Pontifcali Secoviae fundatae, Domnoque Petro eiusdem Episcopo, suisque succesoribus, eum locum quem dicunt Freguezedo, exislentem ínter turrem de Monstoles, et illam carreram qua itur de Magerito ad Ulmos etc.»
En el año 1427, el clérigo Martín Sánchez relata en su manuscrito la visita que realiza a la iglesia de Fregacedos y de su degana Alba:
«En 19 dias de enero del dicho año el dicho visitador visitó la iglesia de Fregazedos y el cura de ella y los parroquianos. (...) Tiene un cáliz de plata, un vestimento de seda, un dominical y un santoral, un misal, unas costumbres, unas cinquestorias, un salterio bueno, otro viejo, dos manuales viejos, un oficerio, un epistolero y un acetre.»
Este documento evidencia que la iglesia estaba equipada y que tenía parroquianos, y que por tanto la aldea estaba todavía habitada en esa fecha. Sin embargo, en el libro de diezmos de Toledo de finales del siglo XV Fregacedos aparece como despoblado, por lo que se debió ir deshabitando a lo largo de ese siglo.

Según las Relaciones Topográficas de Felipe II, que se llevaron a cabo en Fuenlabrada en 1576, dicho pueblo fue fundado hacia 1375 por vecinos provenientes de los despoblados de Loranca y Fregacedos. En concreto, el documento relata cómo, en opinión de los vecinos de Fuenlabrada, las antiguas aldeas de Fregacedos y su vecina Alba fueron deshabitadas porque otras aldeas cercanas los maltrataban y robaban el ganado:
«(...) y Fregacedos y Alba es opinión que se despoblaron porque eran maltratados de los pueblos comarcanos, que son Móstoles y Moraleja y Humanes, por intercesión que los ganados los pasaban de su término a los otros, les quitaban dos dichos ganados llevándoles de cinco reses una, y dejaron los dichos pueblos y se pasaron a vivir a este dicho lugar, a donde asimismo les hacen los mismos tratamientos y les quitan ganados como dicho tienen.»
Además, en las Relaciones Topográficas se cuenta que en Fregacedos se conservaba una ermita, dedicada a San Marcos, en la cual habitaba un ermitaño que había llevado varias reliquias. En los aledaños de esta ermita se encontraba una fuente a la que los fuenlabreños acudían para abastecerse de agua y regar sus huertas. La antigua ermita de Fregacedos, demolida en el siglo XIX, dio origen a una importante romería en la que los vecinos de Fuenlabrada acudían a los alrededores de la ermita y la fuente para celebrar la festividad de San Marcos cada 25 de abril. Esta tradición se mantuvo hasta bien entrado el siglo XX.